# СШЦ Василије Острошки Соколац
Средњошколски центар „Василије Острошки” Соколац је установа задужена за средњошколско образовање на подручју општине Соколац у Републици Српској. Основана је 31. августа 1961. године.

## Историјат школе
Школа је основана 31. августа 1961. године под називом Гимназија „Слободан Принцип Сељо”. 

### Школска 1973/74
Од школске 1973/74. године назива се Средњошколски центар Соколац. У свом саставу има:
- Гимназију „Слободан Принцип Сељо”,
- Школу ученика у привреди.

### Школска 1974/75
Школске 1974/75. наступају измјене и допуне Рјешења о оснивању Средњошколског центра у Сокоцу. Центар сачињавају:
- Гимназија „Слободан Принцип Сељо”,
- Школа ученика у привреди и
- Школа са практичном обуком.

### Школска 1977/78
Школске 1977/78. Центар се конституише као Радна организација средњег усмјереног образовања и васпитања Соколац. Чине је:
- Гимназија „Слободан Принцип Сељо”,
- Школа ученика у привреди и
- Школа са практичном обуком.

Гимназија се укида школске 1980/81.
Школа у Хан Пијеску припојена је школи у Сокоцу од школске 1980/1981. године.
Школа мијења назив у Средња школа Соколац од школске 1992/1993. године. Те године уписује се гимназија и стручна занимања.
Школа је 18. јуна 2013. године регистрована као јавна установа Средњошколски центар „Василије Острошки” и то је њен садашњи назив.

### Школа данас
Данас у средњошколском центру „Василије Острошки” Соколац наставу похађа 630 ученика укључујући и подручно одјељење у Хан Пијеску. Број полазника СШЦ „Василије Острошки” из Сокоца је 489 ученика, а број ученика са Х. Пијеска је 141 ученик. Школа посједује савремену технологију која је неопходна за рад на часу.